# Arnold Hermann Lossow

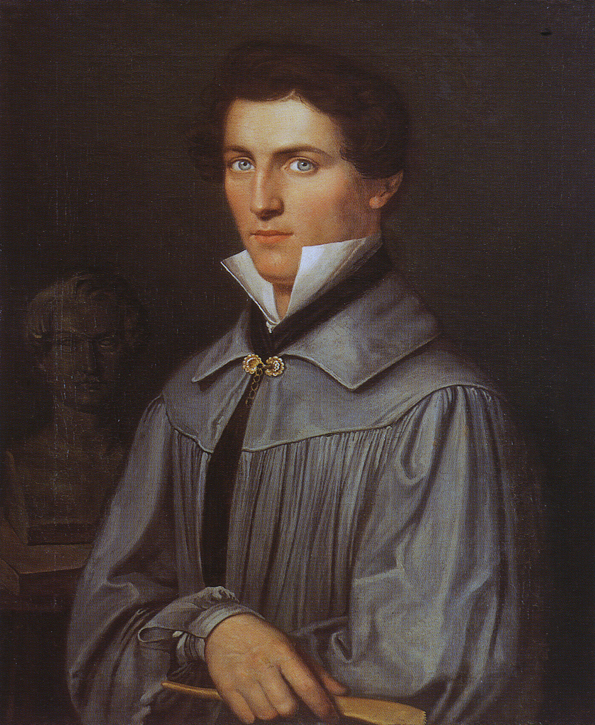
Arnold Hermann Lossow (1826).

Arnold Hermann Lossow (Bremen, 24 oktober 1805 – München, 3 februari 1874) was een Duitse beeldhouwer.
Lossow was zoon van een kleermaker. Hij begon op 15-jarige leeftijd zijn opleiding bij beeldhouwer Heinrich Freese, waar hij onder meer werkte aan reliëfs. In 1820 verhuisde hij naar München om verder te studeren bij Ernst Mayer.
In München trouwde hij met Frederike en kreeg drie zoons. Carl (1835) werd historisch schilder, Friedrich (1837) werd schilder van dieren en Heinrich (1843) genre kunstschilder en illustrator van onder andere pornografische afbeeldingen.
In 1827 voltooide Lossow zijn basisopleiding beeldhouwer. Daarna ging hij voor drie jaar naar Rome om oude meesters te bestuderen voordat hij zich in 1831 in München vestigde als freelancekunstenaar. De Senaat van Bremen steunde hem die tijd met een subsidie van 75 daalders.
Al voordat hij naar Rome vertrok, had Lossow al kennis gemaakt met zijn collega Ludwig Schwanthaler. Na zijn terugkeer in 1834 werd hij zijn assistent. In de werkplaats van Schwanthaler werden elf kopieën van beelden uit de oudheid gemaakt voor de west- en oostgevels van de Glyptothek München.
Lossow leverde ook enkele marmeren bustes voor de Ruhmeshalle, eveneens in München en het Walhalla bij Regensburg.
In Bremen creëerde hij verschillende grafmonumenten, waarvan de bekendste in 1847 werd gebouwd voor de familie van de scheepsbouwer en reder Johann Lange. 
Arnold Hermann Lossow werd in 1843 erelid van de kunstvereniging in Bremen. In 1845 en 1852 exposeerde hij in de Kunsthalle Bremen.